# Коста Хаџиристић
Коста Хаџиристић (1845 – 1870) био је трговац, сакупљач народног блага, дописник омладинских листова и члан илегалне организације Уједињене омладине српске у Сарајеву.

## Биографија
Коста Хаџиристић рођен је 1845. године. Већ као двадесетогодишњак Коста је спадао у онај број израслих српских трговаца у Босни који су имали шире просветитељске видике. Владислав Скарић истиче његову склоност науци и пјесништву које му је било већа преокупација од трговине. То се могло примјетити и из његовог тестамента начињеног због слабог здравља пар година касније у којем је велики дио свог иметка оставио за развој школства, средњег и високог, посебно у Сарајеву гдје је желио да се оснује „Свеучилиште”. У својим списима Коста Хаџиристић оставио је свједочанство о раду илегалног одбора Омладине српске у Сарајеву на основу којег је Владимир Ћоровић претпостављао да су постојала два друштва: старије друштво чије су вође били Богољуб Петрановић и Саво Косановић и млађе друштво чији су чланови били Коста Хаџиристић, Нико Бесаровић, Стево Јелић, Паво Павловић, Јово Рајковићи и Глишо Авакумовић. Ћоровић претпоставља да су разлози постојања двају друштава, старијих и млађих Омладинаца у Сарајеву били у настојању старијих чланова да заштите млађе, па се отуда и не спомињу старији у рукописима Косте Хаџиристића. По обичају оваквих друштава и они су имали „омладинска” имена: Коста Хаџиристић је био „Ћетко Градањски”, Нико Бесаровић „Арисије Себичић”, а Јово Рајковић „Игумановић”. Један од задатака који су себи чланови овог илегалног омладинског одбора у Сарајеву поставили било је припрема по једне књиге годишње за коју су сами писали пригодне књижевне саставе или сакупљали различите облике народне прозе и народне поезије. Као и други Вукови сљедбеници из Босне и Коста Хаџиристић се држао његових начела о народној традицији и језику као најдосљеднијем изразу народности. Познато је да су чланови Омладине српске из Босне тражили да се Вукове збирке српских народних пјесама добављају у Босну „по нижој цијени” како би се преко њих дјелотворније развијала свест о народности.
Вуков поступак Коста Хаџиристић је сљедио у много чему, па и у описивању народних обичаја Срба у Сарајеву, и у цијелој Босни, што је имало за циљ побуђивање националног осјећања. Сви његови радови су национално интонирани, али на доситејевским просветитељским и вуковским народоносним терминима. По узору на њих и он под Србима подразумијева све јужнословенске народе који говоре истим језиком, с тим што их због вјерске различитости дјели на Србе „православне”, Србе „римске” и Србе „мухамеданске” вјере. Ту своју формулацију образлаже бројним описима заједничке традиције, а један од најочигледнијих, по његовом убеђењу, јесте језик и широка употреба ћирилице. Као и други чланови Одбора омладине српске у Сарајеву и Коста Хаџиристић је заговарао народност,а не вјеру, тако да је српске обичаје о слави, Божићу и Васкрсу или разним црквеним скуповима увијек посматрао као изразе народности. Узимајући себи у задатак да ту стару српску културу у Босни представи у свој њеној „народности”, он записује називе локалитата, предања везаних за њих, понајвише за ликове Св. Саве и Марка Краљевића, описује народне ношње и обичаје становника појединих крајева, биљежи све занимљивости везане за српске цркве и манастире, њихове фреске, умјетнике и старе књиге да би потврдио континуитет те културе. По мишљењу Косте Хаџиристића српски дух ће увијек чувати гусле тј. народна епска поезија као облик усмене историје.